# Arbitio
Arbitio (floruit: 354-366) was een Romeinse generaal (magister militum) en consul die in het midden van de 4e eeuw leefde.

## Regering van Constantius II
Hij was een generaal van Constantijn I en bereikte de hoogste militaire posities in het Romeinse leger onder zijn zoon en opvolger Constantius II. Hij werd magister Equitum (commandant van de cavalerie). In 355 bekleedde hij samen met Quintus Flavius Maesius Egnatius Lollianus het ambt van consul.
Arbitio was een vertrouwde hoveling van Constantius II en sommige moderne historici hebben gesteld dat Arbitio tijdens de regering van Constantius II zijn militaire sterke man was.
Arbitio intrigeerde onder andere tegen Claudius Silvanus, Ursicinus en Barbatio. Hij speelde een belangrijke rol in hun ondergang. De historicus Ammianus Marcellinus zegt dat hij "enthousiast en gretig was in het in kaart brengen van verraad", en beschrijft hem als een "wispelturige vleier" van Constantius II.

## Regering van Julianus
Na de dood van Constantius in november 361 werd Arbitio door de nieuwe keizer Julianus de Afvallige kort daarna benoemd tot voorzitter van het tribunaal van Chalcedon. In deze functie was hij verantwoordelijk voor het levend laten verbranden van de beruchte Paulus Catena en de veroordeling van vele anders ministers en aanhangers van Constantius II. Arbitio nam niet deel aan de Perzische campagne van Julianus, maar trok zich in plaats daarvan terug uit het openbare leven..

## Voetnoten
1. ↑   Ammianus Marcellinus, 26.9.4